# Isaiah Trunk
Pour l’article homonyme, voir Trunk.
Isaiah Trunk (en polonais, Izajasz Trunk), né le 21 juillet 1905 à Kutno en Pologne et mort le 28 mars 1981 à New York aux États-Unis, est un historien américain spécialiste de la Shoah, auteur d'une monographie sur les Judenrats.

## Biographie
Isaiah Trunk naît le 21 juillet 1905 à Kutno en Pologne,, dans une famille rabbinique.
Il obtient un master en histoire à l'université de Varsovie en 1927. Il participe alors à des organisations socialistes, enseigne, et appartient au Cercle des jeunes historiens de Varsovie, proche du YIVO,.
Durant la Seconde Guerre mondiale, il fuit l'occupation allemande et se réfugie à Białystok, occupée par l'URSS, où il demeure jusqu'à la Libération.
En 1950, il quitte la Pologne pour Israël (où il réside à Lohamei HaGeta'ot), puis passe un an à Calgary au Canada en 1953, avant de s'établir définitivement aux États-Unis à New York en 1954, où il est chercheur associé, puis (en 1971) archiviste en chef au YIVO,. 
Isaiah Trunk consacre sa carrière d'historien à l'étude et la documentation de la Shoah. Il est notamment l'auteur en 1972 d'une monographie consacrée aux Judenrats intitulée Judenrat: the Jewish Councils in Eastern Europe Under Nazi Occupation, récompensée du National Book Award en histoire l'année suivante,.
Marié et père d'un garçon, il meurt à New York le 28 mars 1981, âgé de 75 ans,.

## Principaux ouvrages
- (yi) Lodzsher geṭo [« Le Ghetto de Łódź »], New York, YIVO, 1962, 528 p. (traduction en anglais publiée en 2006).
- (en) Judenrat : The Jewish Councils in Eastern Europe Under Nazi Occupation, Macmillan, 1972, 664 p.
- (en) Jewish Responses to Nazi Persecution : Collective and Individual Behavior in Extremis, Stein and Day, 1979, 371 p. (ISBN 0812825004).